# 章嘉活佛舍利塔塔蹟
章嘉活佛舍利塔塔蹟，是第十九世章嘉呼圖克圖的墓園，位於台北市北投區奇岩路151號中和禪寺後方山坡，興建於1957年。2006年5月7日，台北市政府公告為墓葬類別的歷史建築 。

## 歷史

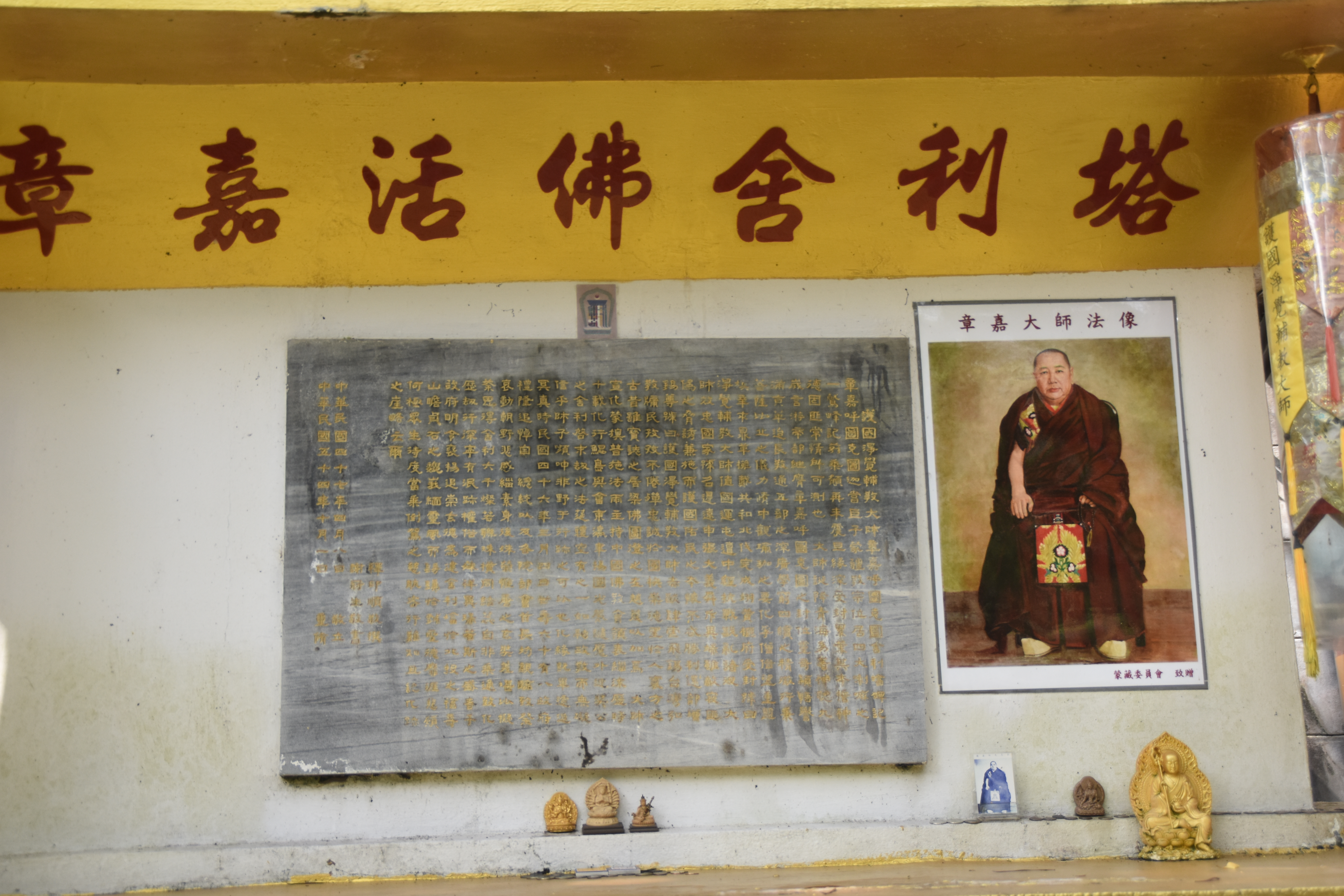
章嘉活佛舍利塔塔蹟內，活佛聖像及紀念碑文。

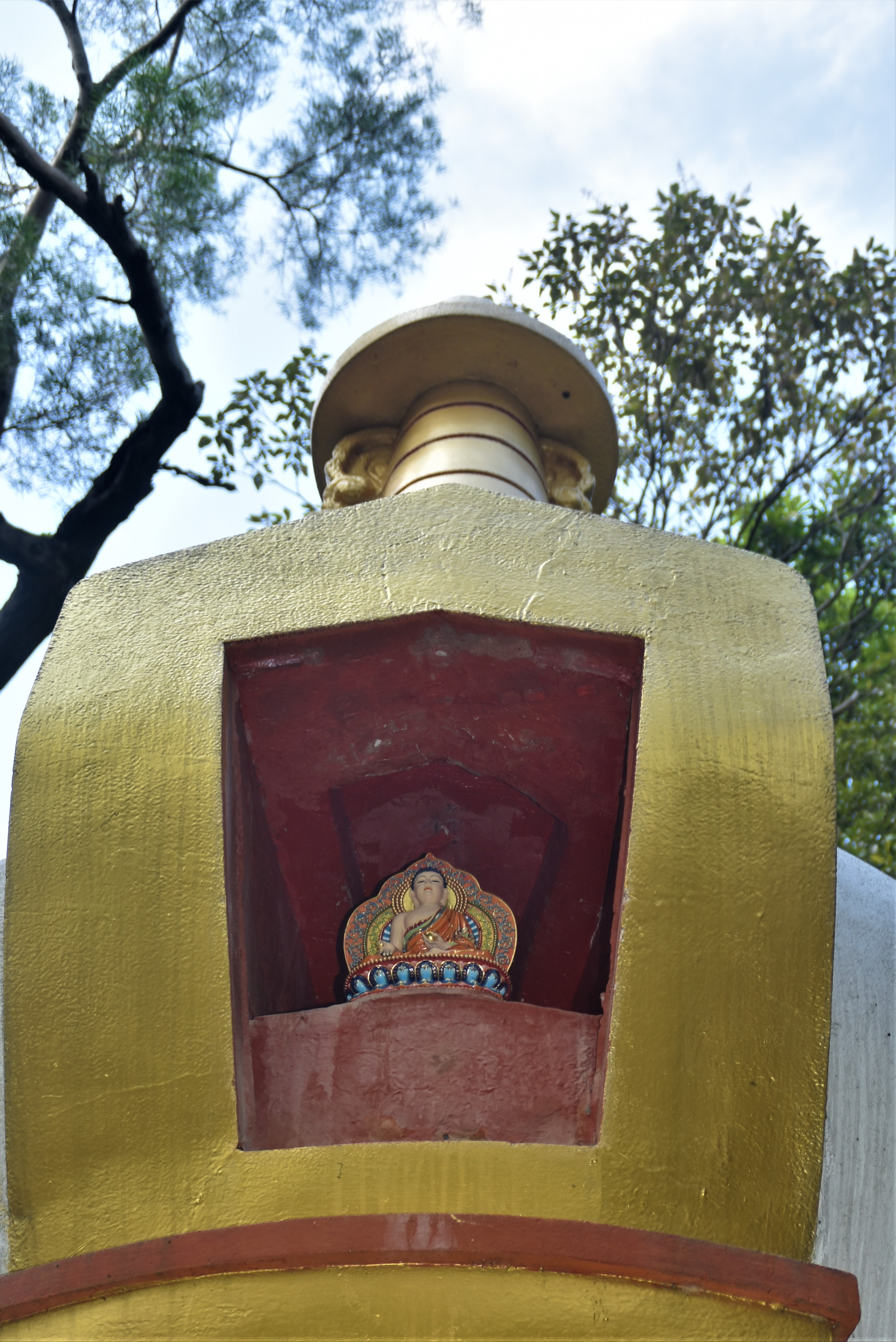
章嘉活佛舍利塔塔蹟內，瓶形塔身聖物。

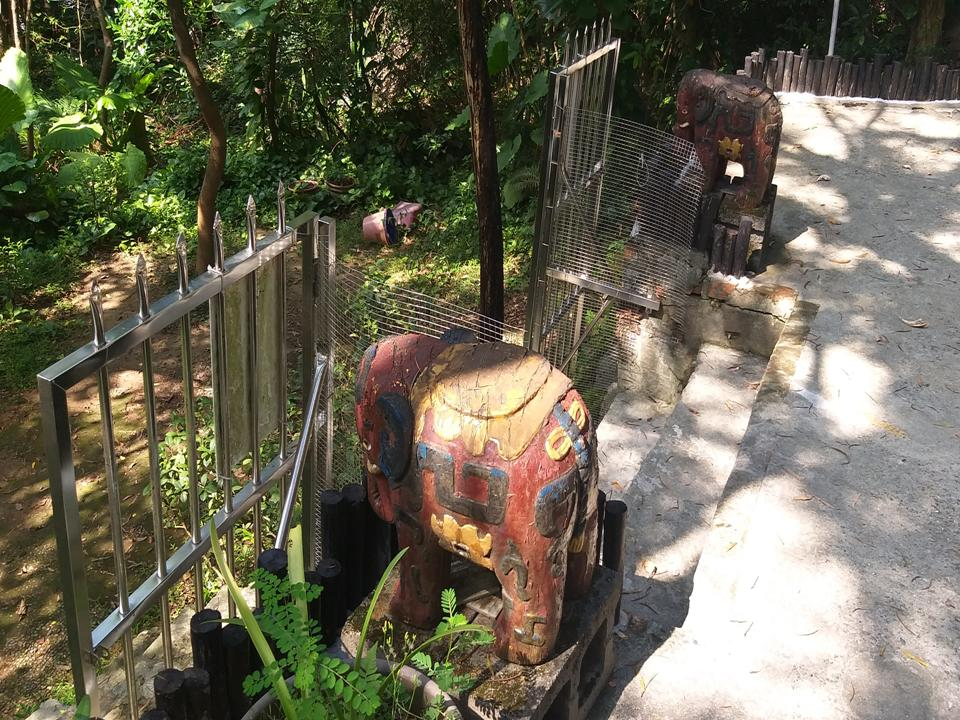
章嘉活佛舍利塔塔蹟入口，有一對象形守護吉祥物。

大師名羅桑般殿丹畢蓉梅，光緒16年（1890年）12月17日出生於青海省大通縣一藏族家庭，父親名格爾瑪林沁，母親名蘇木吉德。光緒25年（1899年），8歲的他奉詔到北京。光緒帝召見並封他繼位為第七世（通稱第十九世）章嘉呼圖克圖。
十九世章嘉活佛在慈禧、北洋及蔣中正三個時期皆受到重用。他曾經擔任國大代表、總統府資政及中國佛教會理事長。他於民國元年(1912年）首傳時輪金剛灌頂，抗戰後在成都曾傳三部無上密（即密集金剛、勝樂金剛、大威德金剛）大灌頂。遷台後他曾領團環島弘法，並從日本迎回玄奘大師頂骨，安奉於日月潭玄奘寺。
1957年3月4日，章嘉活佛因胃癌示寂於臺大醫院，世壽68歲。靈龕在北投火化，舍利多達六千餘顆。火化當中，有瑞相出現。陳志賡居士文章記載：「火化時，正值陰雨天。而火焰透上雲層，現蓮花狀，光彩奪目。」火化後，撿出舍利數千顆，舍利花若干株。歷代章嘉活佛舍利塔多存於山西五臺山鎮海寺。本世章嘉活佛舍利塔建於荼毘（火化）原址，即北投區奇岩路151號中和禪寺後山步道旁。舍利塔興建於1957年，塔身與塔座狀況尚完好，塔內舍利子於佛塔覆缽中佛像下方之涵洞，塔座仍保留雕飾花紋，參拜時應依禮繞塔7周後才告退。

## 建築
章嘉活佛舍利塔造型具藏式舍利塔之重要特徵，包括塔剎、瓶形塔身及基座等三段式造型。 
構造物塔身與塔座狀況尚完好，塔內舍利子曾取出，業於2013年1月2日迎回，安置於佛塔覆缽中佛像下方之涵洞。塔座雕飾花紋，構造精巧，塔上書有「章嘉活佛舍利塔」字樣，並供有活佛照片及碑文等。
覆缽式塔是一種實心的建築，供崇拜之用。它除了用作舍利塔，還可做僧人的墓塔。塔脖子和塔剎象徵著佛的頭部，巨大的塔身蘊含著深厚的佛教內涵。

## 外部連結
- 文化部文化資產局 （页面存档备份，存于）